# Mujer joven con serpiente
La pieza del escultor francés Auguste Rodin, representa el busto de una joven mujer con una serpiente en el brazo

## Famoso Robo
De acuerdo a diferentes medios , el pasado 9 de julio de 2015,  reapareció la escultura de Auguste Rodin robada hace 24 años en la casa de subastas Christie's de Nueva York, según informaba el grupo Art Recovery. Esta pieza está valorada en 100,000 dólares (95,000 euros) y fue sustraída de una vivienda de Beverly Hills en 1991.